# Erik Norberg
Erik Norberg (30 settembre 1883 – 19 febbraio 1954) è stato un ginnasta svedese.

## Palmarès

### Olimpiadi
- Oro a Londra 1908 nel concorso a squadre.